# Dignomus lamottei
Dignomus lamottei is een keversoort uit de familie klopkevers (Ptinidae). De wetenschappelijke naam van de soort werd in 1958 gepubliceerd door Maurice Pic.